# Walther Konschitzky
Walther Konschitzky (n. 23 ianuarie 1944, Bacova, Buziaș, Timiș, România) este un scriitor de limba germană, editor, etnolog și fotograf originar din Banat, România.
A studiat germanistica și romanistica la Universitatea din Timișoara. 
În perioada 1967-1987 a fost redactor la ziarul de limbă germană Neuer Weg, care apărea la București.
În primăvara anului 1989 a emigrat în Republica Federală Germania. Din 1992 este referent cultural federal al asociației șvabilor bănățeni (Landsmannschaft der Banater Schwaben). În anul 2000, statul german a tăiat finanțarea multor astfel de asociații, astfel că și postul său a fost desființat. Continuă activitatea în mod benevol. 
În anul 2001 a obținut doctoratul la Universitatea Babeș-Bolyai din Cluj cu teza „Arhitectura populară bănățeană. Stil și ornamente” (Banater Volksarchitektur. Stil und Ortnamentik).
Ca fotograf pasionat, a realizat cartea „Arhitectura populară din Banat”, în care sunt prezentate schițe și fotografii menite să păstreze în imagini unele case care au dispărut sau care vor dispărea odată cu influențele venite dinspre zona urbană. 
În prezent Walther Konschitzky trăiește la München, Germania, dar revine adesea în România, fie cu expoziții de fotografii, fie cu lansări de carte.
Tatăl său a fost lăcătușul Jakob Konschitzky iar mama Josepha, născută Wichland.
Pseudonimul său literar este Horst Wichland.
În volumul de eseuri „Mereu aceeași nea și mereu același neică”, al scriitoarei Herta Müller, autoarea îl identifică pe Walther Konschitzky ca fiind printre cei care au turnat-o la Securitate. Din cauza dezvăluirilor scriitoarei Herta Müller despre colaborarea acestuia cu Securitatea, sub numele de cod „Sorin”, în 2021 a fost revocată numirea lui Walther Konschitzky în Consiliul Științific al Muzeului Satului Bănățean.

## Scrieri
- Banater Volksgut: Ausgabe in Drei Banden, Editura Kriterion, București, ISBN 9732600225 / 9789732600221 / 973-26-0022-5

- Vol.1 Märchen, Sagen und Schwänke, editat de W. Konschitzky și H. Hausl (prefață de Johann Wolf), Editura Kriterion, București, 1979.
- Vol.2 Reime, Rätsel, Kinderspiele - Banater Volksgut, editat de Horst Wichland (W. Konschitzky), Editura Kriterion, București, 1989, ISBN: 2208733720952.
- Vol.3 pregătit, încă nu a apărut 

- Die Volksarchitektur im Banat: Stil und Ornamentik, Cluj-Napoca, 2000
- Deportation der südostdeutschen in die Sowjetunion, 1945—1949 (Deportarea germanilor din sud-est în Uniunea Sovietică, 1945—1949). (Coautor Hans-Werner Schuster), editura Haus des Deutschen Ostens, München, ISBN 3927977128 (3-927977-12-8) [9]
- Deportiert in Den Baragan 1951-1956: Banater Schwaben Gedenken Der Verschleppung Vor Funfzig Jahren (Coautori Walter Wolf și Peter-Dietmar Leber), editura Haus des Deutschen Ostens, München, ISBN 3927977195 (3-927977-19-5)
- Arhitectura populară din Banat, Editura Interart Triade, 2008

Reeditări
- Banater Volksgut. Bd. 2: Reime, Ratsel, Kinderspiele Jahrbuch für Volksliedforschung, 37. Jahrg., 1992